# 菌状息肉症
菌状息肉症（きんじょうそくにくしょう）は、皮膚に原発するCD4陽性T細胞の悪性リンパ腫。皮膚T細胞リンパ腫で頻度は最多である。

## 歴史
菌状息肉症はフランスの皮膚科医Jean-Louis-Marc Alibertにより1806年初めて報告された。菌状息肉症という病名は誤解からつけられたものであり、「マッシュルームのような真菌症」という意味でつけられた。しかし、実際は真菌症ではなく、非ホジキン性リンパ腫の一つである。Alibertがマッシュルーム形状の重症皮膚腫瘍をこのような名前で報告したため、この名前がついた。

## 頻度
中高年に多い。

## 臨床像
低悪性度リンパ腫に位置づけられる。病期は、紅斑期→局面期→腫瘍期と進行する。

## 診断
- 病理検査:Pautrier微小膿瘍[1][5]。

## 治療
紅斑期〜局面期にはステロイド外用療法、PUVA療法（紫外線療法）インターフェロン投与。腫瘍期には放射線療法、化学療法が用いられる。2010年代に入り、ヒストン脱アセチル化酵素（HDAC）阻害薬も使用されるようになった。

## 予後
悪性腫瘍の分類ではあるが、平均生存期間が年単位の低悪性群に分類される。生存率は診断時の病期に応じ異なる。